# 希氏螳属
希氏螳属（学名：Cilnia），也称阔臂螳属，是纤螳科下的一个属。

## 下属物种
本属包括以下物种：
- 肖氏希氏螳 Cilnia chopardi Werner, 1927
- 宽肱希氏螳 Cilnia humeralis Saussure, 1871，阔臂螳螂